# Prionolabis gruiformis
Prionolabis gruiformis är en tvåvingeart som först beskrevs av Alexander 1945.  Prionolabis gruiformis ingår i släktet Prionolabis och familjen småharkrankar. Inga underarter finns listade i Catalogue of Life.